# Leptogenys hysterica
Leptogenys hysterica é uma espécie de formiga do gênero Leptogenys, pertencente à subfamília Ponerinae.